# دانشگاه پرینستون
دانشگاه پرینستون (به انگلیسی: Princeton University) یک دانشگاه تحقیقاتی خصوصی در پرینستون واقع در ایالت نیوجرسی آمریکا است که در سال ۱۷۴۶ میلادی بنیان‌گذاری شده و از اعضای آیوی لیگ می‌باشد.
این دانشگاه چهارمین دانشگاه قدیمی در ایالات متحدهٔ آمریکا است و محل تدریس و پژوهش استادان بزرگی همچون آلبرت اینشتین و جان فوربز نش بوده است. پرینستون دوره‌های کارشناسی و دکتری در علوم طبیعی، علوم انسانی، علوم اجتماعی و همچنین مهندسی نیز ارائه می‌دهد. این دانشگاه با مؤسسهٔ مطالعات پیشرفته، معارف الهی پرینستون و کالج کریم وست‌مینستر دانشگاه راید در ارتباط است.
از ۲۰۰۱ تا  ۲۰۱۹، این دانشگاه بر پایهٔ رتبه‌بندی یواس نیوز اند ورلد ریپورت، در میان دانشگاه‌های ملی، اول یا دوم بوده‌است. تا اکتبر ۲۰۱۸، برندگان ۶۵ جایزهٔ نوبل، ۱۵ مدال فیلدز و ۱۳ جایزهٔ تورینگ از دانش‌آموختگان، استادان و پژوهشگران دانشگاه پرینستون بوده‌اند.

## تاریخچه
این کالج، سرمایه‌های آموزشی و مذهبی اسکاتلندی-ایرلندی آمریکا بود. پرینستون، ۱۷۵۶ میلادی، به نیوجرسی آمریکا انتقال یافت.

## رتبه‌بندی
پرینستون، همیشه در لیست برترین دانشگاه‌های جهان بوده‌است. در رتبه‌بندی ۲۰۲۰ یواس نیوز اند ورلد ریپورت، این دانشگاه، برترین دانشگاه آمریکا شناخته‌شد. این دانشگاه همچنین برای ششمین سال پیاپی، رتبهٔ نخست در مقطع کارشناسی بود.

## استادان
از استادان نام‌دار دانشگاه پرینستون، می‌توان به جان فوربس نش، از بزرگ‌ترین ریاضی‌دانان قرن بیستم و برندهٔ نوبل ۱۹۹۴ اشاره کرد. همچنین مریم میرزاخانی، ریاضی‌دان ایرانی و برندهٔ فیلدز، پیش‌از پیوستن به دانشگاه استنفورد در ۲۰۰۸، استاد دانشگاه پرینستون بود. یکی از بزرگ‌ترین فیزیک‌دانان تاریخ و قرن بیستم، آلبرت اینشتین، هم در این دانشگاه تدریس می‌کرده‌است.

## دانش‌آموختگان مشهور

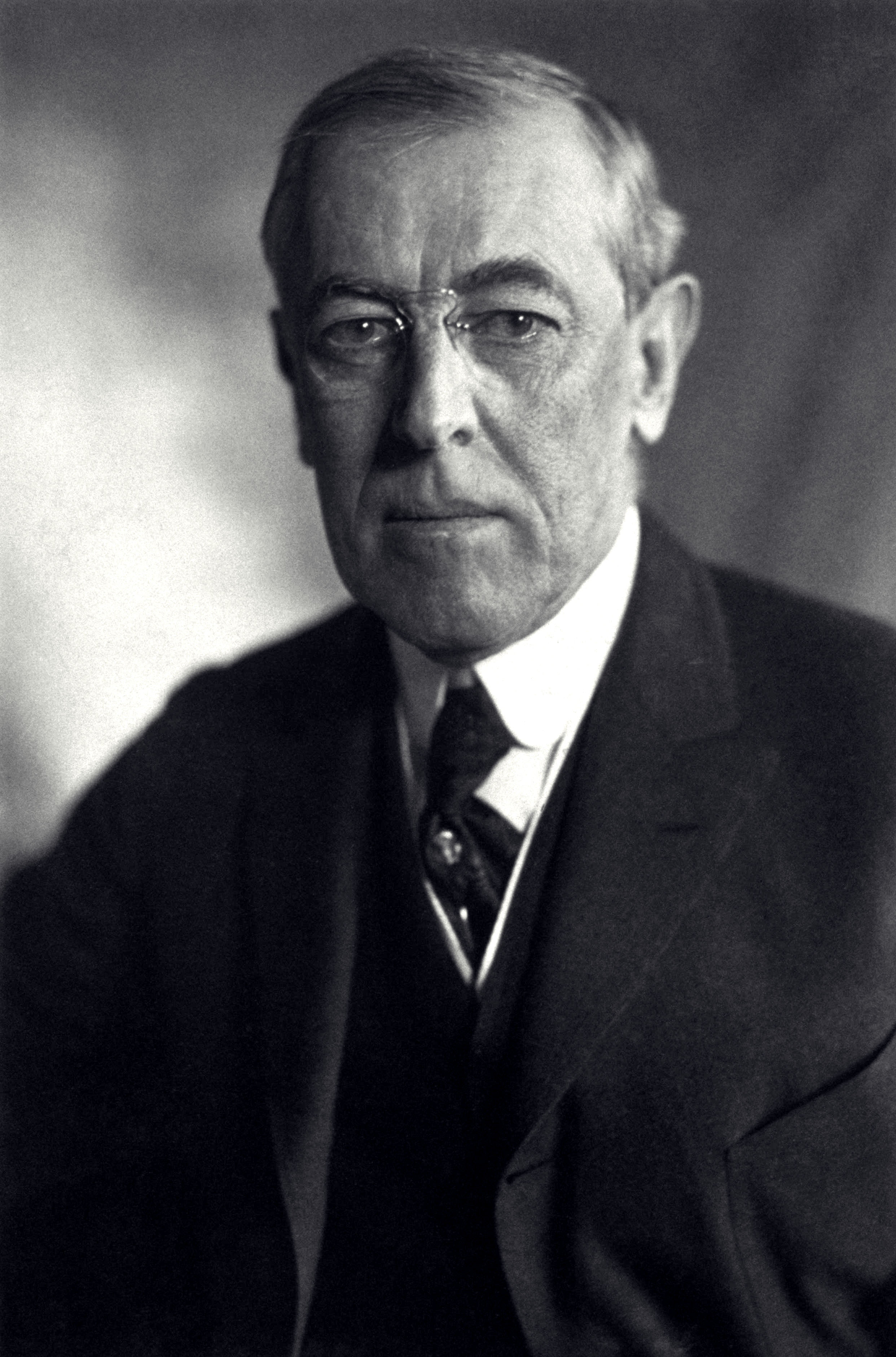
وودرو ویلسون بیست و هشتمین رئیس جمهور آمریکا
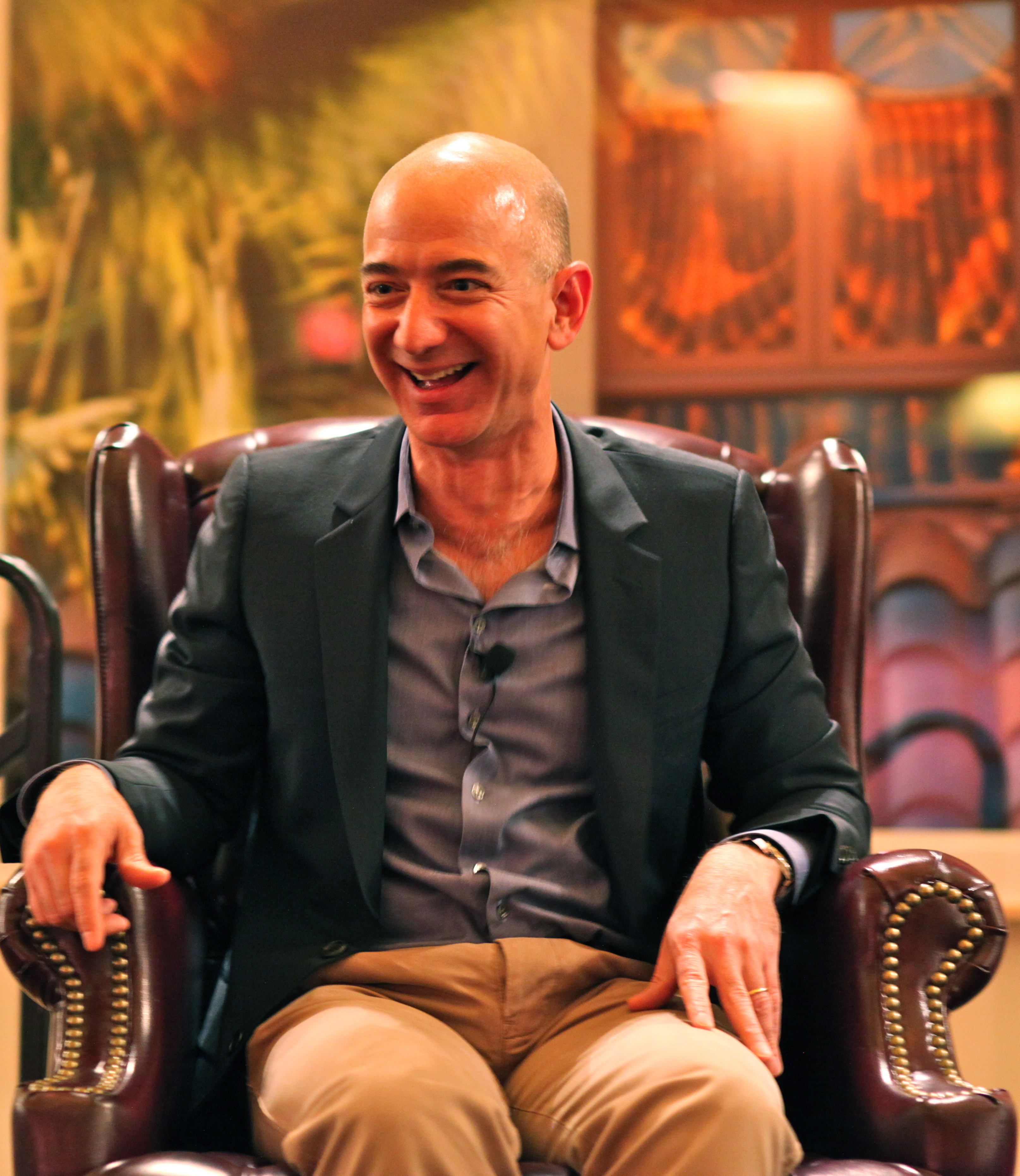
جف بزوس مدیر عامل و موسس شرکت آمازون
ریچارد فاینمن فیزیکدان برجسته آمریکایی و برنده نوبل فیزیک ۱۹۶۵
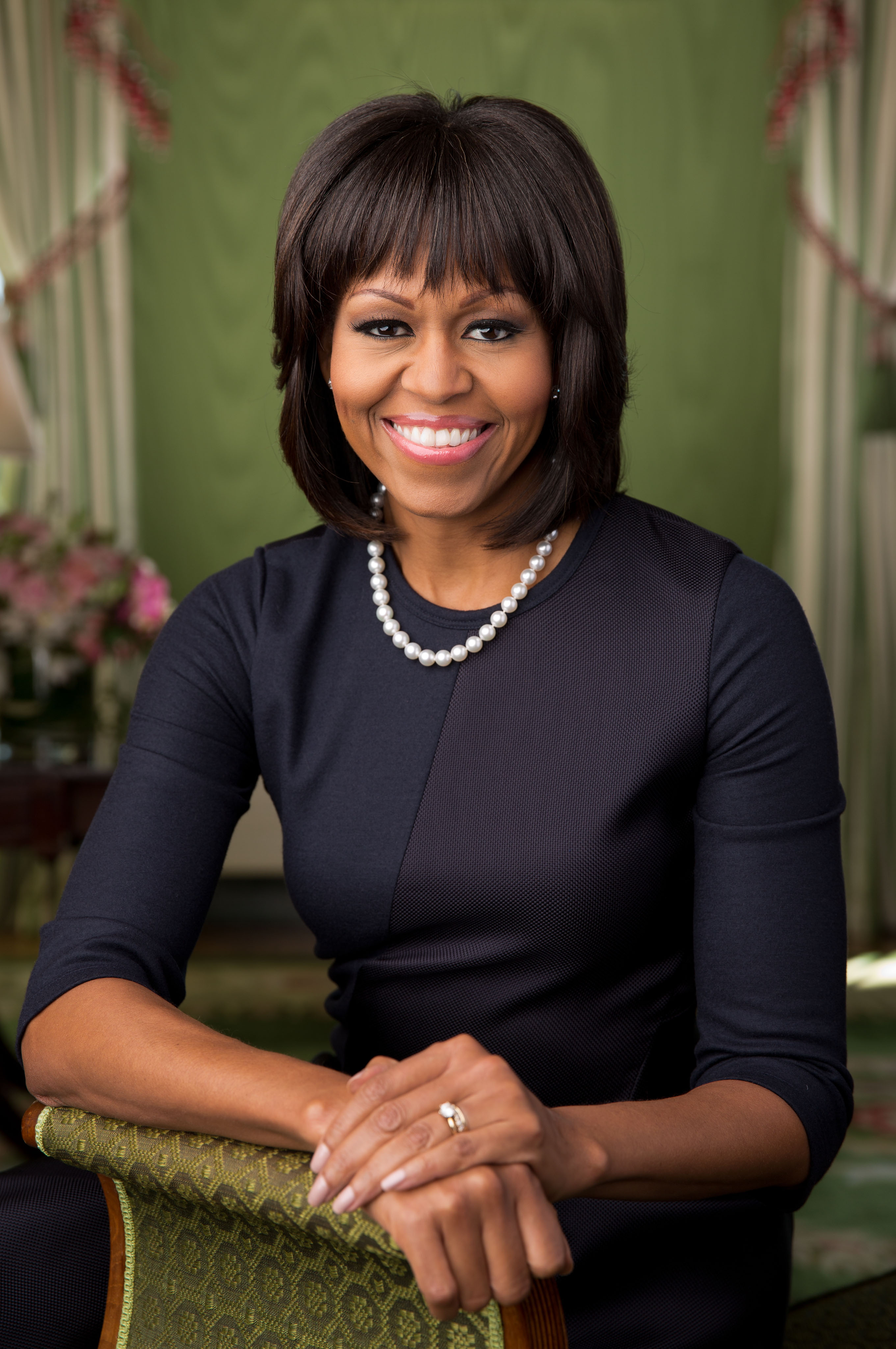
میشل اوباما بانوی اول ایالات متحده
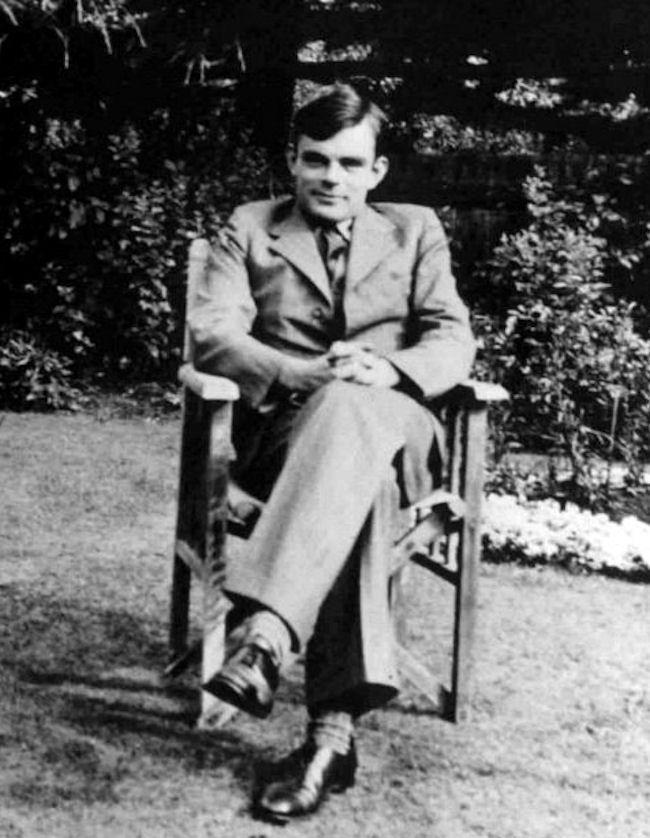
آلن تورینگ پدر علوم کامپیوتر و هوش مصنوعی
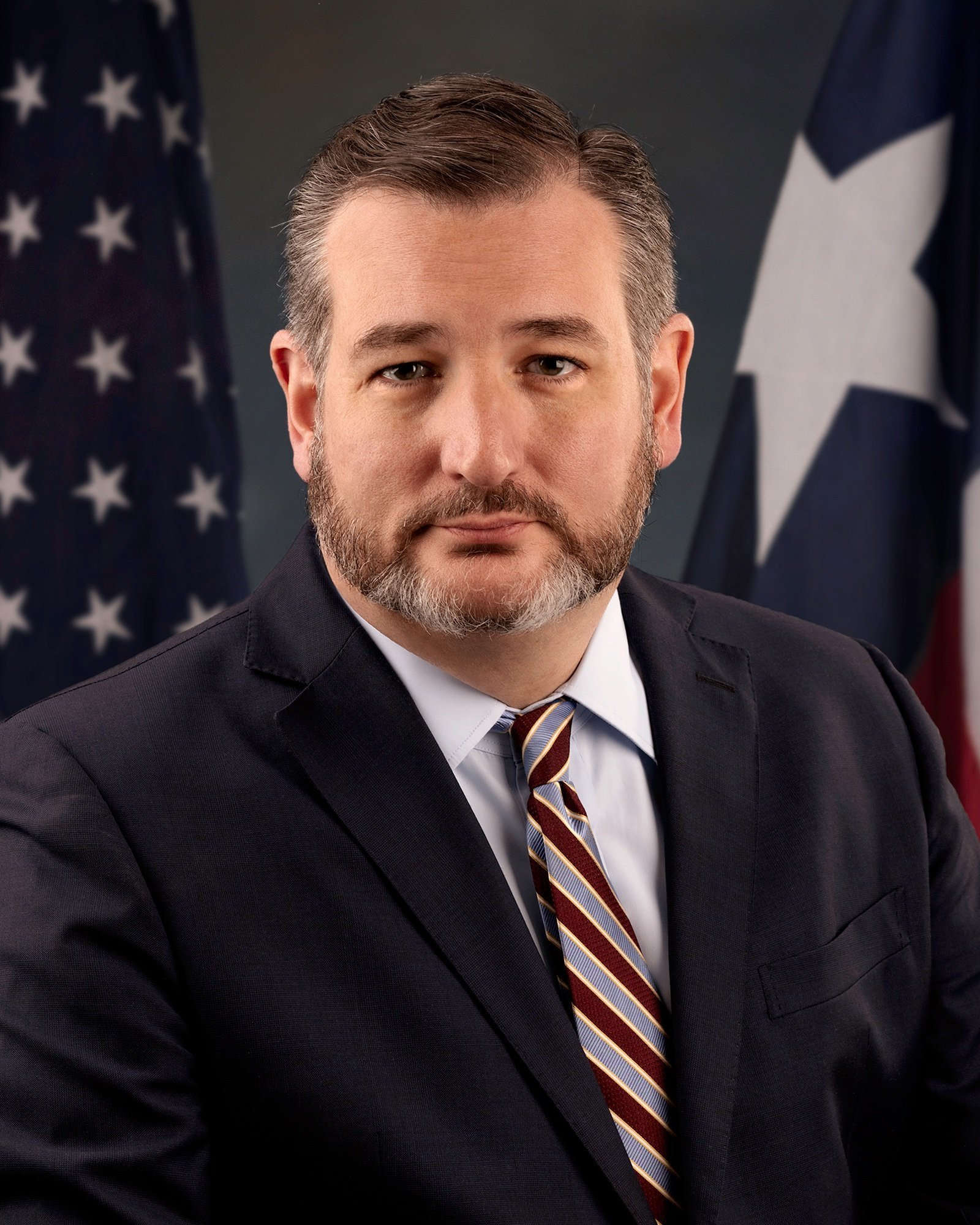
تد کروز سناتور ایالت تگزاس
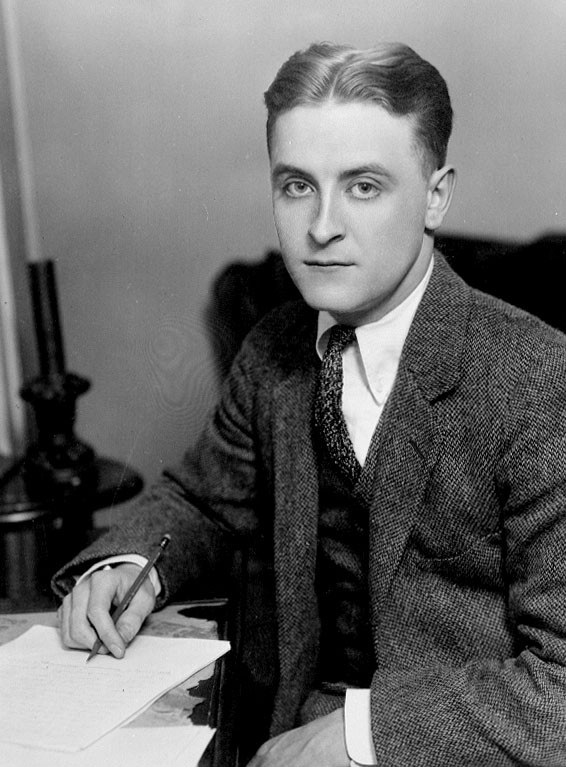
اف. اسکات فیتزجرالد
نویسنده مشهور آمریکایی